# Sándor Károlyi

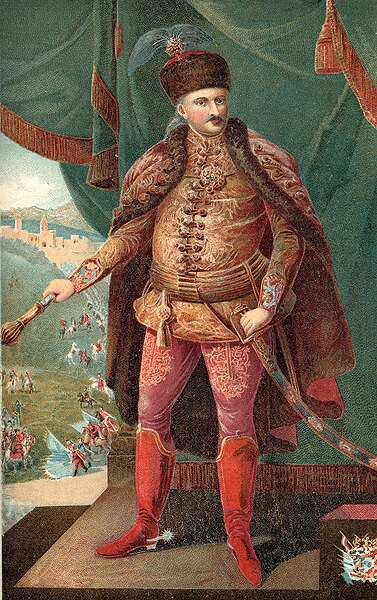
Sándor Károlyi de Nagykároly

Baron, later graaf Sándor Károlyi de Nagykároly (Nagykároly, 20 maart 1668 – Erdőd, 8 september 1743) was een Hongaars edelman, staatsman en keizerlijk veldmaarschalk. Hij was een van Frans II Rákóczi's generaals tijdens diens onafhankelijkheidsoorlog tegen de Habsburgers. Later onderhandelde hij de Vrede van Szatmár, die een einde bracht aan deze oorlog.

## Levensloop
Károlyi werd geboren in Nagykároly in Koninklijk Hongarije als zoon van László Károlyi en diens tweede vrouw, Erzsébet Sennyey. De familie Károlyi was een van de oudste, rijkste en meest vooraanstaande families van Hongarije.

### Rákóczi's Opstand
Toen het vorstendom Zevenburgen aan het einde van de 17e eeuw onder Habsburgs gezag kwam te staan, trok Károlyi naar Wenen om bij de keizerlijke ministers de belangen van de Hongaarse adel te verdedigen en vermeend onrecht, zoals hoge belastingen, aan te klagen. In tussentijd werden zijn vrouw en dochter Klára uit de familieburcht verdreven door Habsburgse troepen. Na enkele vergeefse pogingen van Károlyi om zijn eigendom en familie terug te winnen, trad hij toe tot een opstand van verschillende Hongaarse edelen tegen het Habsburgse gezag, aangevoerd door Frans II Rákóczi, vorst van Zevenburgen. Deze opstand staat daarom bekend als Rákóczi's Opstand.
Het Habsburgse leger had weliswaar de handen vol met de aanslepende Spaanse Successieoorlog, en beschikte niet over de militaire kracht om de edelen te mobiliseren, toch beschikte ook de Hongaarse adel noch over de financiële, noch over de militaire middelen om de Habsburgse troepen te verslaan. Károlyi speelde een belangrijke rol tijdens deze opstand. Hoewel de opstandelingen aanvankelijk enkele overwinningen konden boeken, bleek de nederlaag bij de slag bij Trencsén (1708) een kantelpunt.

### Diplomatie
Vanaf eind 1710 trad Károlyi in onderhandelingen met de Habsburgse veldmaarschalk János Pálffy, met wie hij in januari 1711 een wapenstilstand overeenkwam. Hoewel Károlyi door Rákóczi als opperbevelhebber was aangeduid, keerde hij deze de rug toe en sloot in mei 1711 - tegen een uitdrukkelijk verbod van Rákóczi in - de Vrede van Szatmár, waarbij de Habsburgse heerschappij over Hongarije en Zevenburgen werd erkend. In ruil erkenden de Habsburgers de traditionele grondwet en voorrechten van Hongarije.

## Familie
Verschillende nazaten van Sándor Károlyi speelden later een belangrijke rol in de Hongaarse politiek, waaronder:
- Tibor Károlyi (1843-1904), voorzitter van het Magnatenhuis
- Gyula Károlyi (1871-1947), premier van Hongarije
- Mihály Károlyi (1875-1955), premier van Hongarije